# Iglesia de Atsquri
La iglesia de la Dormición de Atsquri (en georgiano: აწყურის ღვთისმშობლის მიძინების სახელობის ტაძარი, romanizado: tr) o iglesia de Atsquri es una catedral medieval en ruinas en el pueblo de Atsquri, municipio de Akhaltsikhe, en la región centro-sur de Samtskhe-Javakheti, Georgia. Originalmente construida entre los siglos X y XI, fue reconstruida poco después del destructivo terremoto de 1283. Fue una iglesia de cúpula cruzada con tres ábsides sobresalientes en el este. De lo que fue una de las catedrales más grandes de Georgia en su tiempo, solo las paredes en ruinas sobrevivieron hasta el siglo XXI. En 2016 se lanzó un proyecto de restauración completa. La iglesia está inscrita en la lista de los Monumentos culturales inamovibles de importancia nacional de Georgia.

## Historia y arquitectura

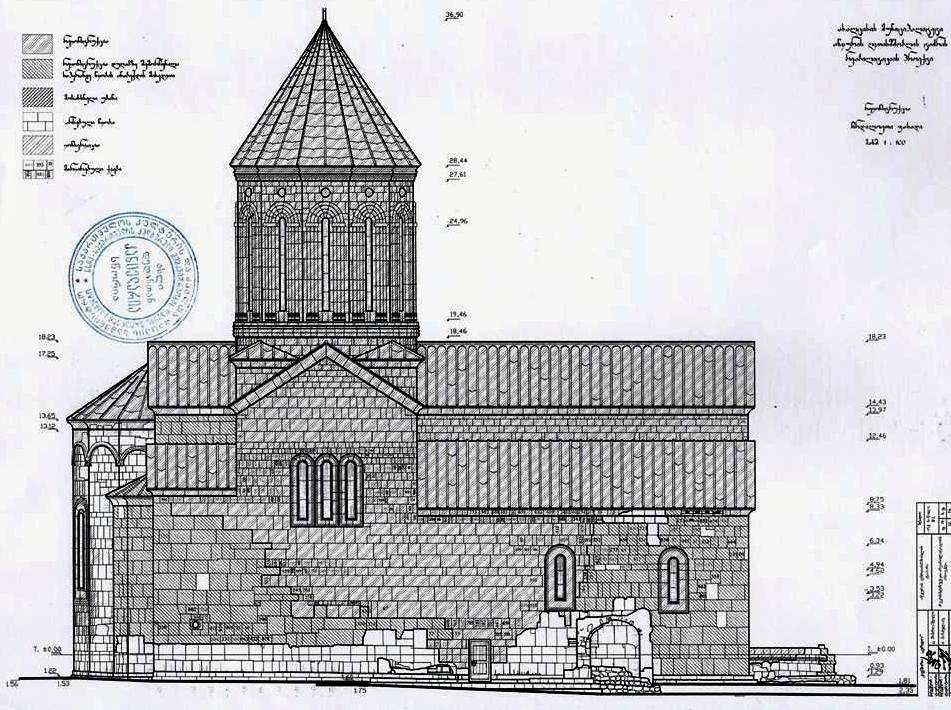
Plan de restauración aprobado en 2015.

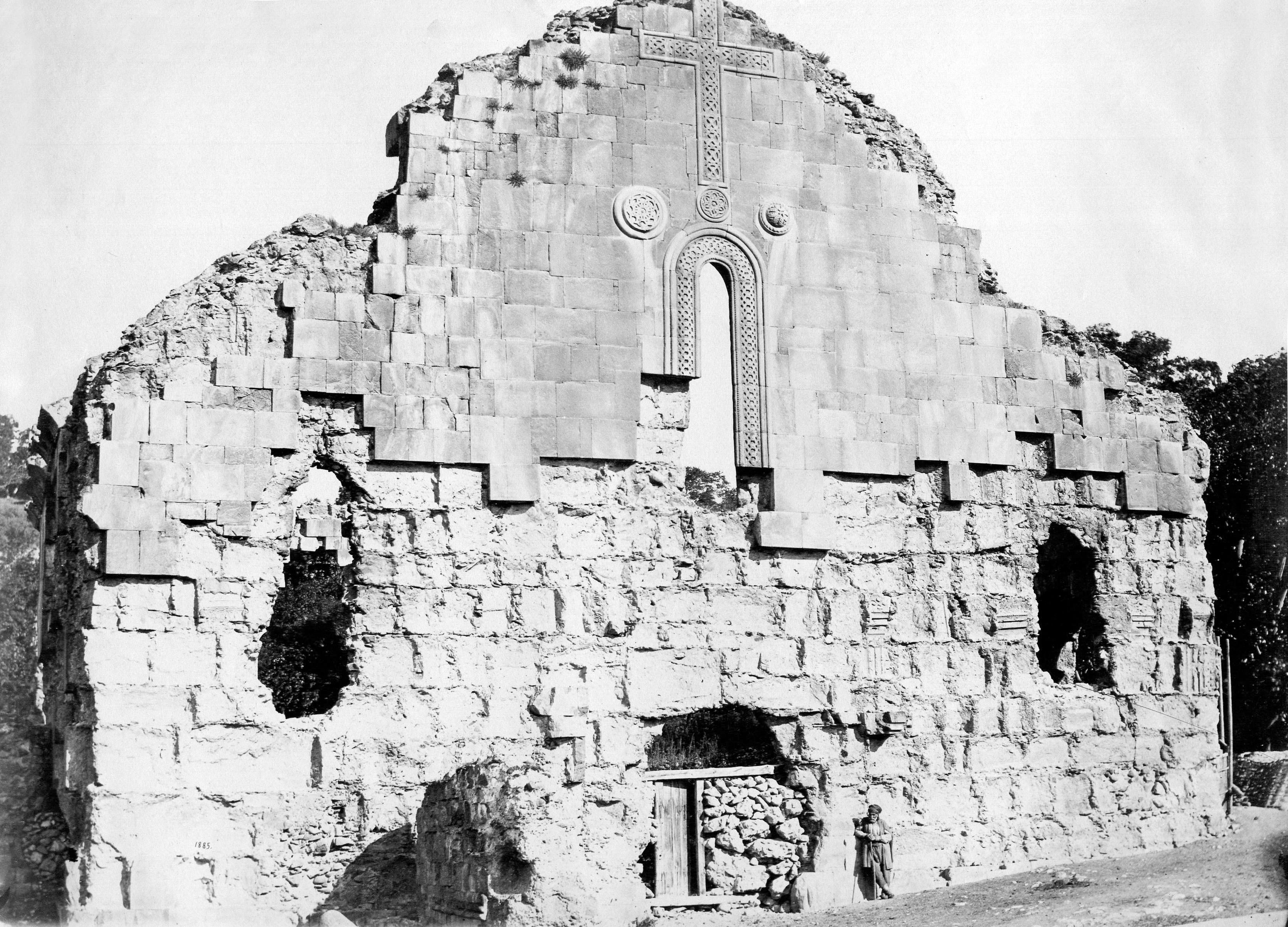
Ruinas de la fachada occidental en 1885.

La iglesia se encuentra al pie de una pequeña colina en la orilla derecha del río Kurá. Se pueden distinguir dos niveles de construcción, el primero datado en los siglos X y XI, mientras el siguiente corresponde a los siglos XIII y XIV. Este último es producto de la reconstrucción posterior al fuerte terremoto de 1283. Atsquri fue uno de los centros cristianos más importantes de la Georgia medieval, sede de un obispo, un prelado principal en la provincia de Mesjetia y el hogar del icono venerado de la Virgen Odigitria. El icono, según los anales georgianos medievales, fue llevado allí por San Andrés, visitado por el emperador bizantino Heraclio de camino a la guerra persa en 627, y sobrevivió milagrosamente bajo la cúpula derrumbada de la iglesia durante el terremoto de 1283. A finales del siglo XVI, el icono finalmente encontró su lugar en el monasterio de Gelati, desde donde fue llevado al Museo Nacional de Georgia en Tiflis en 1952.

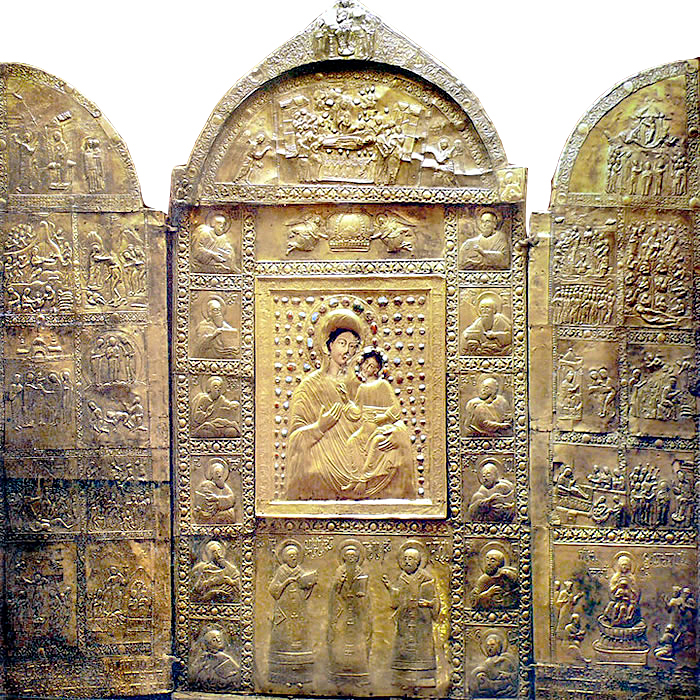
Icono de la iglesia de Atskuri

La reconstruida catedral de Atsquri disfrutó del patrocinio de los príncipes Jaqeli de Samtskhe y poseía iglesias y propiedades subsidiarias, mientras que el obispo del lugar, titulado como Matsqvereli ("de Atsquri"), fue uno de los influyentes prelados en Georgia, incluso reclamando la autonomía de la Iglesia ortodoxa georgiana en el momento en que el reino de Georgia se estaba desintegrando durante el siglo XV. Después de la conquista otomana de Samtskhe en 1578 y el advenimiento del Islam, la iglesia cayó en desuso hasta su colapso final después de una serie de terremotos y siglos de guerra y abandono a principios del siglo XIX.
Durante los últimos años de la Unión Soviética, en la década de 1990, resurgió un interés en la herencia cristiana de Atsquri, impulsado por grupos de estudiantes voluntarios. Se llevaron a cabo una serie de estudios arqueológicos en los años siguientes y el gobierno de Georgia lanzó en 2016 un proyecto de restauración a gran escala, destinado a completar la reconstrucción de la iglesia.
Antes de eso, el edificio se había reducido a ruinas: la cúpula y todas las bóvedas se habían derrumbado, al igual que las paredes superiores. Porciones del altar y las cámaras a ambos lados del mismo —el diaconicón en el sur y la prótesis en el norte— con paredes facetadas sobresalientes habían sobrevivido. Las paredes interiores conservaron fragmentos de la decoración, como pilastras con arquitrabes y detalles ornamentados de la pared del altar. Las piedras ricamente ornamentadas de la iglesia se pueden encontrar dispersas en otras partes de la aldea, utilizadas por los lugareños para sus propias estructuras. Las excavaciones arqueológicas han encontrado otros varios edificios, como una iglesia del siglo X y estructuras accesorias, con inscripciones georgianas medievales, dentro y alrededor de la catedral en ruinas.